# توشيكو ساوادا
توشيكو ساوادا (باليابانية: 沢田敏子؛ بالكانا: さわだ としこ) هي مؤدية صوت يابانية، ولدت في 14 سبتمبر 1936 في فوكوكا في اليابان.

## وصلات خارجية
- الموقع الرسمي
- توشيكو ساوادا على موقع IMDb (الإنجليزية)
- توشيكو ساوادا على موقع قاعدة بيانات الفيلم (الإنجليزية)
- توشيكو ساوادا على موقع كينوبويسك (الروسية)
- توشيكو ساوادا على موقع ANN person (الإنجليزية)